# Tionilo

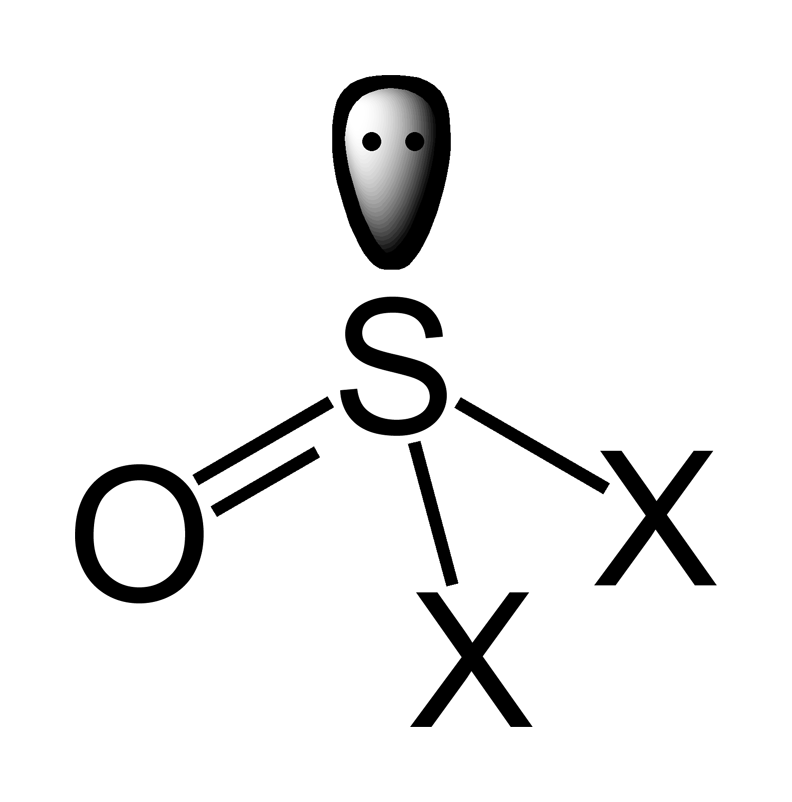
Estructura del grupo de tionilo

El grupo tionilo está formado por un átomo de azufre unido a un átomo de oxígeno mediante un enlace doble.
Se presenta en compuestos tales como el fluoruro de tionilo, SOF2 o el cloruro de tionilo, SOCl2, que es un reactivo común utilizado en síntesis orgánica para convertir ácidos carboxílicos a cloruros de acilo.
En química orgánica, el grupo tionilo se conoce como grupo sulfóxido o grupo sulfinilo , y tiene la estructura general RS(=O)R'.

## Compuestos de tionilo
- fluoruro de tionilo
- cloruro de tionilo
- bromuro de tionilo